# Drejø
Drejø er en ø i det Sydfynske Øhav med et areal på 4,26 km². Den har en længde på 5 km og en bredde på 2 km. Den bebos af 69 indbyggere og er en del af Svendborg Kommune. Der er færgeforbindelse fra Svendborg og Skarø med M/F Højestene. Overfartstid 1 time og 15 minutter.
Drejø er et yndet mål for fritidssejlere og turister. Øen har et rigt dyreliv og er bl.a. kendt for sine hvide dådyr. Øen var tidligere primært beboet af bønder-fiskere, men lever i dag primært af turisme og andre erhverv.
På Drejø har man egen købmand, kro, bibliotek, lokalarkiv og kirke. Den lokale præst sejler også til Skarø for også at holde gudstjeneste der. I kirketårnet har en lokal maler for længe siden forlystet sig med at afbilde en nøgen kvinde på den kalkede mur.
Drejø Kirke består af et kampestensskib, der opførtes 1535 af øens 13 gårdmænd som et kapel. I den første del af 1600-tallet blev bygningen udvidet med et hvælvet langhuskor og et tårn i vest, med våbenhus på sydsiden, begge med blændingsgavle af sengotisk karakter. Kapellet betegnes herefter som Kirke. Der indsattes 1630 hvælv i skibet, mens tårnrummet åbner sig mod skibet ved en rund bue. 1779 repareredes bygningen, og ved en hovedistandsættelse 1875 blev den udvendig helt overpudset med cement, der skjuler alle enkeltheder. Altertavlen er fra ca. 1690 i renæssance med krucifiks og maleri vist fra ca.1700. Døbefonten er en romansk granitfont. Prædikestolen er fra 1620. 
Hvert år er der en ølejr, der beskæftiger sig med forskellige temaer, f.eks. folkemusik eller østens mysticisme.
Øen har et lille 'egnsmuseum' i en af de ældste gårde på øen, Gl. Elmegaard. I dag ledes gården af en fond, hvor alt indbo er overdraget til fonden. Gl. Elmegaard får ingen offentlig støtte og drives udelukkende for de indtægter, der kommer fra entré, café og museumsbutik.
Fra den nye havn Drejø Havn sejler færgen M/F Højestene året rundt mellem Svendborg, Skarø og Drejø Havn. Har man købt billet fra Svendborg til Drejø, kan man frit tage en tur fra Drejø til Skarø og tilbage igen. 
Havnen har 40 gæstepladser, samt bruser og toilet.
Drejø Gammel Havn er den oprindelige gamle handels- og fiskerihavn på Drejø, men bruges i dag som lystbådehavn for lokale beboere samt besøgende fritids- og lystsejlere. 

## Historie
Mange fund fra Ældre stenalder og  yngre stenalder tyder på at Drejø var beboet allerede for ca. 8.000 år siden. 
Første gang Drejø nævnes på skrift, er i Kong Valdemars Jordebog fra år 1231. 
Her står: "Østræ Draghøg (Drejø) havde hus, hjort, dådyr og hors." Formentlig tales her om en kongelig jagthytte, derfor er det sandsynligt at der også har været enkelte fastboende, både til opdræt af hestene og til opsyn med jagthytten. Først 200 år senere i år 1480, vides det med sikkerhed, at der har været fastboende på Drejø, idet Svendborggenserne klager til Kongen over: "at Øboerne på Thorseng (Tåsinge), Østræ Draghø, Skaarø, Hiortø og Byrkholm anvender ulovlige havne og driver købmandsskab og sejlads til Tyskland." - Svendborg havde da købstadsrettighed. 
Drejøbønderne har aldrig været udsat for hoveriarbejde, Gårdene tilhørte Kronen, men fik selv overskuddet af jorden, som ellers tilhørte kongen. Tid efter anden overtog adelige lensmænd kongernes jorde på grund af  spillegæld, men Drejø forblev "under Kongens fadebur", og således kronens fæstere under Nyborg kongeslots gods (dokumenteret 1523) frem til 1660, hvor den på grund af krigsgæld pantsattes til Otto Krag (1666-1688)  på  Egeskov gods. 
Indtil 1535 hørte Drejø under Ærøskøbing Sogn. Det medførte ofte til en farefuld kirkesejlads til Ærøskøbing. 1535 blev der bygget et mindre kapel af kampesten, og et hus blev stillet til præstens rådighed. 1555 fik øboerne af Christian 3. bevilling til at bygge Drejø Kirke og ansætte en præst, og til sognet hørte indbyggerne på Skarø, som har 6 hele gårde, Hjortø 2 gårde og Birkholm 2 gårde på 5 tønder, 2 skæpper. Disse øboeres vigtigste næring var fiskeri. 
1699 bygges den første degnebolig. Omkring 1747 tilføjes 2 fag til en skolestue.
1778 var øen under Sunds Herred, Nyborg Amt, Fyens Stift, 1½ mil lang og kortere i bredden og der var 26 gårde og huse. 
1788 begynder skibsbygger Jørgen Rasmussen at bygge de store øbojoller (smakkejollerne). Drejøjollerne var kendt viden om for deres store sejlduelighed.
1793 udskiftes præstegårdens marker. 40 år senere udarbejdes en tilsvarende plan for hele øen. 
1811 bygges præstegården, der stod til Branden i 1942, bygges og 1830 bygges den nye skole på Brovejen udenfor Byen. 
1833 gennemføres udskiftningen, som begynder med 5 gårde, der udflyttes fra Byen: 4 til Skoven og 1 til Drejet. 1835 tildeles husmændene små jordlodder, og udflytter til Husmandsvejen.
1842 bygges Drejøs første mølle "Hvedholmsgave" ved den gl. havn. Indtil da sejlede Drejøbønderne deres  korn til Faaborg, for at få deres korn malet. Materialerne til møllen var en gave fra godset Hvedholm. Møllen brænder i 1920. Den genopføres ikke. 
1867 afløses Oldermandslehnet af Drejø Sogneråd, men oldermandsgilderne fortsætter. Oldermandshvervet går på omgang gårdene imellem efter matrikelnumrene. Medbyder til disse gilder var Stolebror, som var den afgåede oldermand. 
1872 lagde den store stormflod halvdelen-af Drejø og hele Hjortø og Birkholm under vand. 1880 udbygges den gamle havn. 1883 får Drejø får sin første1. passagerdampbåd "Drejødamperen" med fast forbindelse til Svendborg to gange ugentlig. Den anløb desuden Vornæs på Tåsinge en dag ugentlig frem til 1917, hvor den stoppede på grund af tilsanding.
1885 bygges Drejøs første kvase "Thor", og kvasefarten til Norge tager til. Der sejles med torsk. 1888 bygges smedjen ved Gl. Havn. "Kalles Hus". 1889 bygges Træskomøllen. Den fungerer frem til 1964. 1893 får den gamle havn endnu en ombygning. 1894 bygges Andelsmejeriet "Bækskilde" og fungerer frem til 1956.
1896 bygges forsamlingshuset. 1896 får Drejø sin egen telefoncentral i øens købmandsbutik. 1898 opføres et teglværk ved Klinten, som nedlægges i 1917. 1899 får Skibsbyggerhuset store bageovne tilbygget, og der startes bagerforretning.
1904 begynder harefangsten på Drejø. Harerne fanges levende og eksporteres til Italien - senere også til Jylland, hvor de blev sat ud i harefattige egne. (Ophører i 1968)
1922 opføres en ny mølle med stålgittermast på Husmandsvej. Der males korn frem til 1949. (Den bruges også under 2. verdenskrig som trækkraft for elværket). 1923 opsættes en mindesten, til minde om fællesskabets tid, opsættes ved majstangen midt i Drejø By. 
1942 udbrød der en stor brand selve Skt. Hans aften, der fik katastrofale følger for den særdeles tæt bebyggede Drejø By. De fleste mænd lå i både ude på vandet, og da det var en solrig sommeraften, så de kun røgen, der steg op fra landsbyen, men ikke flammerne. Da de nåede ind til land, var det allerede for sent. En anden årsag til katastrofens omfang var bl.a., at brandslukningskøretøjer først skulle sejles over fra Svendborg. Nogle bygninger overlevede dog, men hovedparten af landsbyen er i dag af nyere dato. Byens oprindelige, særegne stjerneform er bibeholdt. 1943 fuldføres udskiftningen med udflytningen til Skovvejen, hvor 5 af de brændte gårde genopførtes.
1952 sælges Drejø Badehotel til Gladsaxe kommunes lærerforening, der kører det som svagbørnskoloni. 1956 lukker andelsmejeriet "Bækskilde". Mælkejungerne sejles til Hedegaards mejeri i Svendborg. 1957 slutter Drejø kommune skoleforbund med privatskole i Svendborg. Drejø Skole reduceres til forskole fra 1. til 4. klasse.
1964 kommer Drejø under Svendborg Kommune. Det gamle sogneråd nedlægges. I stedet dannes et ø-udvalg. Peter Rasmussen blev den første ø-repræsentant. 1965lukker elværket. Der etableres søkabler med højspænding fra Fyn. Drejø går over til vekselstrøm. 
1966 starter Ungdomsringen en sommerlejr ved Klinten. Efter et par år overtages den af ølejr-bevægelsen, der flytter lejren til “Rendestedet” på Drejet og senere til “Skydebanen” ved Aages mark.
1968 opsiger D/S "Ærø" besejlingskontrakten. Svendborg Kommune indsætter 1969 privatfærgen M/f Lundeborg  der sejler frem til 1972. 1972 begynder sam-sejlingen med Skarø. Svendborg Kommune charter "Ærøboen" til at besejle øerne. I 1973 chartredes færgen ud til Svendborg Kommune og blev indsat på ruten mellem Svendborg, Skarø og Drejø. I 1980 omdøbtes færgen til Ærøboen. I september 1993 kæntrede færgen i færgelejet på Skarø og sank. Ingen kom til skade. Efter at være blevet hævet solgtes færgen til husbåd i København. Færgen afløses 1994 af søsterskibet M/F Ærø. 
1994 indvies den nye lystbådehavn ved færgebroen. 1996 påbegyndes et egnsmuseum på “Lægtmandsgården”, der får navnet "Gl. Elmegaard". 1997får Drejø og Skarø deres egen færge M/F Højestene. Samarbejdet med D.S. Ærø ophører. Svendborg Kommune danner selv et rederi.
2005 køber en privatmand skolen, med det formål at Drejø Bibliotek og Arkiv kan forblive på skolen. Samme år  etableres en privat flyveplads på Sønderstranden ved kirken.